# Мйольнір

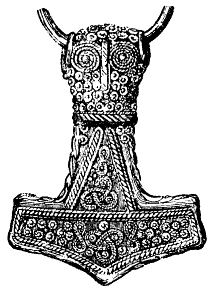
Прикраса у вигляді М'єльніра.

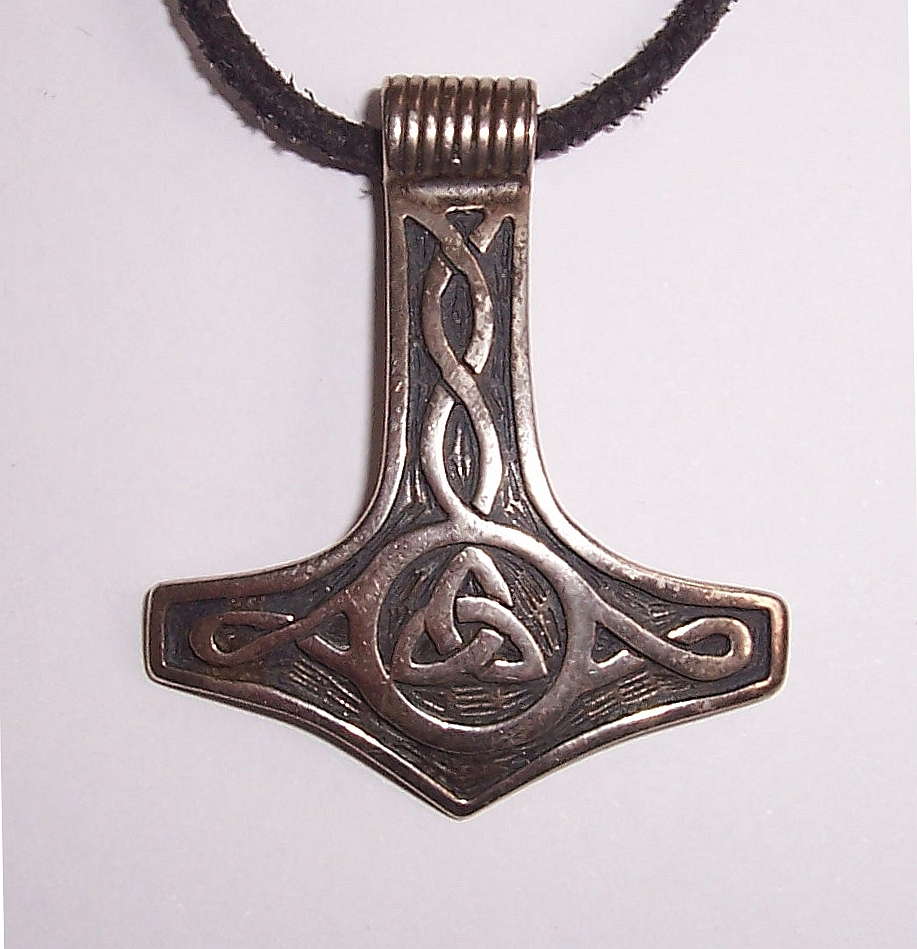
Сучасний Мйольнір

М'єльнір (давньоскан. Mjǫllnir, дослівно «Той, що розбиває») — у скандинавській міфології молот Тора, бога грому та блискавки. Цей молот війни, виготовлений братами-дверґами (гномами) Ейтрі та Брокком (Брокк надував ковальські міхи), мав велетенський руйнівний потенціал та асоціювався із блискавкою. Мйольнір має властивість повертатися в руку власника після того, як його кинули й він уразив ціль. Тільки Тор та його син Маґні могли підняти Мйольнір. Про те, як Мйольнір потрапив до рук Тора, розповідається в поемі XX ст. «Драпа про Тора» (Torsdråpa).
Слово Mjǫllnir вважають спорідненим з прасл. *mъlni- («блискавка»), від якого пішли староцерк.-слов. млънии, д.-рус. мълнии, біл. молоння, болг. мълния, рос. молния та західноукраїнське мовня (зустрічається в Івана Франка).

## Культура
Копії молота були популярними в Скандинавії та вживались у священних церемоніях, таких як шлюб та жертвоприношення альвам. У Ґотланді молот ще підкладали в ліжко молодятам (щоб ті мали багато дітей). У часі хрещення Скандинавських країн, молот був дуже популярним оберегом, та до певної міри конкурував із християнським хрестом, часами їх навіть носили разом.
Сьогодні копії молота є популярною темою в ювелірних прикрасах. Також молот використовується в націоналістичній символіці.

## Грім
Така страшна зброя, як Мйольнір, вимагала особливої обережності й навіть Тор потребував спеціальних рукавиць, щоб мати змогу доторкнутись до молота, та спеціального пояса, що подвоював силу власника. Удар Мйольніра викликав грім, тому в більшості германських мов «грім» походить від імені Тора.

## Міф
За допомогою молота Тор тішив себе своїм улюбленим хобі: вбивством йотунів. Те, що більшість міфів, які дійшли до нас, розповідають про подвиги Тора, дозволяє припустити, що Тор був найпопулярнішим божеством древньої Скандинавії.

## Інші варіанти вимови
- Данською та норвезькою мовами: Mjølner
- Ісландською та німецькою мовами: Mjölnir
- Шведською: Mjölner